# Douglas Santos
Douglas dos Santos Justino de Melo noto come Douglas Santos (João Pessoa, 22 marzo 1994) è un calciatore brasiliano, difensore dello Zenit San Pietroburgo.

## Club

### Náutico
Nel 2011, dopo un processo infruttuoso a Corinthians, Douglas fu firmato da Náutico. Un anno dopo, è stato chiamato in squadra per primo da Waldemar Lemos.
Il 15 febbraio 2012, Douglas ha fatto il suo esordio in prima squadra, in una vittoria casalinga per 2-0 contro il Central. Il 26, ha segnato il suo primo gol professionale, il secondo di una vittoria casalinga per 3-1 su Belo Jardim.
Il 18 luglio, ha fatto il suo esordio in Série A, in una vittoria casalinga per 3-0 su Ponte Preta. Il 10 ottobre, ha segnato il suo primo gol in alto, in una sconfitta in trasferta 1-2 contro il Ponte Preta.

### Granada / Udinese
Il 12 luglio 2013, Douglas ha firmato un contratto quinquennale con la Granada, squadra della Liga, per una cifra non rivelata. Il 2 settembre è entrato a far parte dell'Udinese Calcio in un prestito della durata di una stagione.
Douglas ha fatto il suo esordio in Serie A il 21 dicembre 2013, partendo in una vittoria per 2-1 in trasferta contro l'AS Livorno. Ha fatto due ulteriori apparizioni per il club durante la campagna, essendo stato acquistato in modo permanente dal club nel gennaio 2014.

### Atlético Mineiro
Il 12 agosto 2014, Douglas è stato ceduto in prestito all'Atlético Mineiro per 12 mesi. Ha fatto il suo esordio con il club il 31 agosto, in uno 0-0 con i l Coritiba.
Il 20 luglio 2015, Galo ha firmato Douglas in modo permanente per 3 milioni di euro, con un contratto di 4 anni.

### Hamburger SV
Il 31 agosto 2016, Douglas ha firmato per il club tedesco Hamburger SV. Ha giocato tre stagioni con il club, facendo 88 presenze e segnando tre gol.

### Zenit San Pietroburgo
Il 4 luglio 2019, si è unito Douglas Russian Premier League lato FC Zenit San Pietroburgo, firmando un contratto di 5 anni.

### Nazionale
Dopo aver caratterizzato con le U-20 di in Torneo di Tolone 2013, Douglas ha ricevuto una chiamata in nazionale maggiore, il 2 aprile 2013, per un match contro la Bolivia. Tuttavia, non ha lasciato la panchina.
Viene convocato per la Copa América Centenario negli Stati Uniti e, nello stesso anno, per le Olimpiadi 2016 in Brasile.
Il 13 agosto 2015, Douglas è tornato alla squadra senior, per le amichevoli contro la Costa Rica e gli Stati Uniti.

## Palmarès

### Club

#### Competizioni nazionali
- Campionato russo: 5

Zenit: 2019-2020, 2020-2021, 2021-2022, 2022-2023, 2023-2024
- Coppa di Russia: 2

Zenit: 2019-2020, 2023-2024
- Supercoppa di Russia: 5

Zenit: 2020, 2021, 2022, 2023, 2024

### Nazionale
- Oro olimpico: 1

Rio de Janeiro 2016